# Ахмет Фикри Тюзер
Ахмет Фикри Тюзер (на турски: Ahmet Fikri Tüzer) е турски политик от Републиканската народна партия.
Роден е през 1878 година в Шумен. Завършва Гюлханското военномедицинско училище. От 1924 година е подсекретар в министерството на здравеопазването, а от 1927 година е депутат. От 6 май 1942 година до смъртта си е министър на вътрешните работи, като между 7 и 9 юли изпълнява длъжността министър-председател на Турция.
Ахмет Фикри Тюзер умира на 16 август 1942 година в Анкара.